# 이광선 (축구 선수)
이광선(李光善, 1989년 9월 6일~)은 대한민국의 축구 선수로, 포지션은 중앙 수비수이다. 현재 K리그2 경남 FC 소속으로 뛰고 있다.

## 어린 시절
경희대학교에서 춘계대회 준우승과 추계대회·U리그 준우승을 이끌었으며, 이러한 활약을 바탕으로 덴소컵 한일대학축구 정기전에 발탁되어 선발출전하기도 했다.

## 구단 경력
2012년, 빗셀 고베에서 프로에 데뷔했다. 이후 아비스파 후쿠오카를 거쳐 2016년, 제주 유나이티드에 입단한 뒤, 2019년에 경남 FC에 합류했다.